# Britta Kornmesser

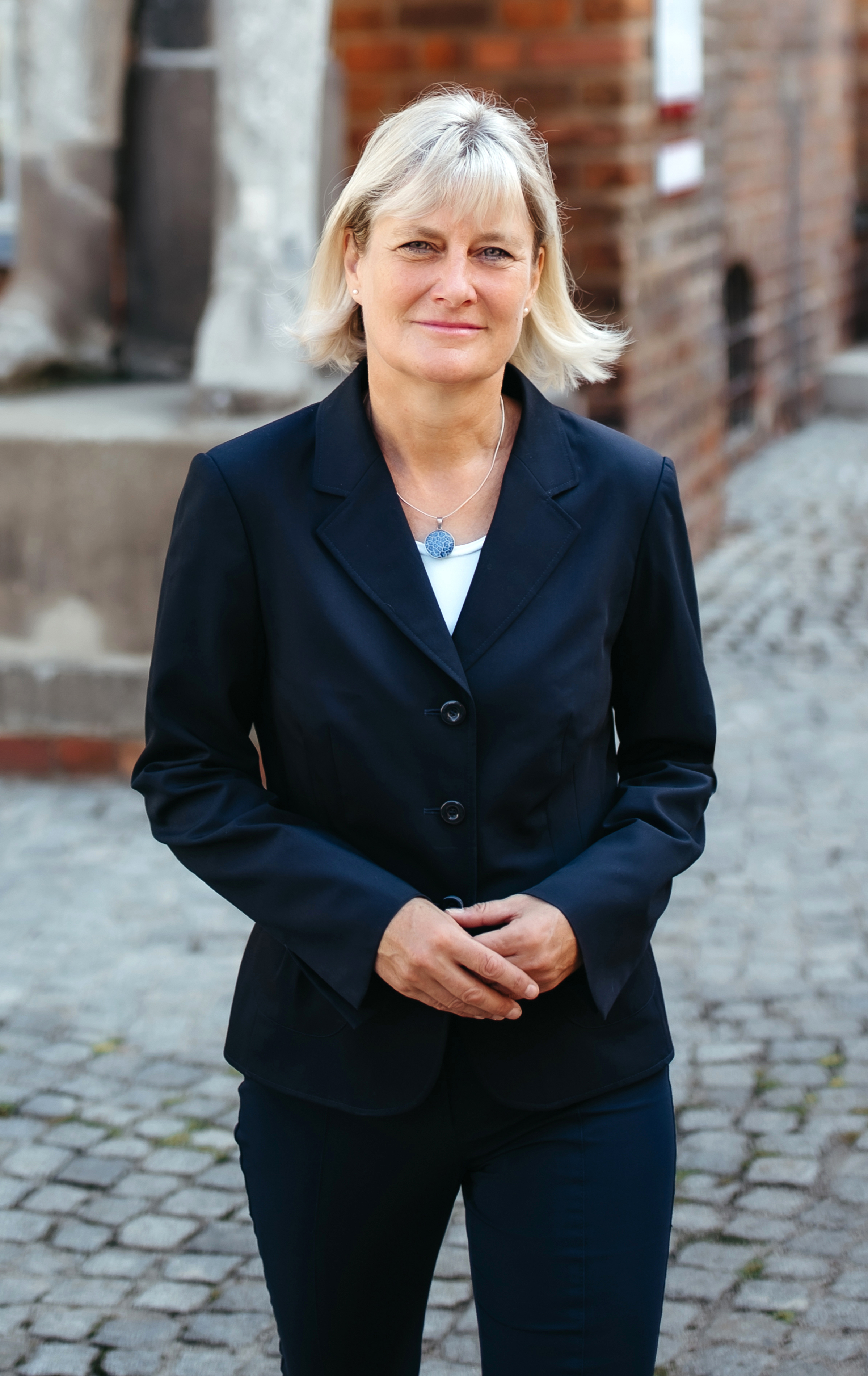
Britta Kornmesser (2024)

Britta Kornmesser (* 5. August 1968 in Brandenburg an der Havel, DDR) ist eine deutsche Politikerin (SPD). Sie ist seit 2019 Mitglied im Landtag Brandenburg.

## Ausbildung und Beruf
Sie besuchte von 1975 bis 1985 die Polytechnische Oberschule und erwarb anschließend bis 1987 auf der Erweiterten Oberschule das Abitur. Ihr Studium des Bauingenieurwesens an der TU Dresden von 1988 bis 1994 schloss sie als Diplom-Ingenieurin für Wasserbau ab.
Nach dem Referendariat 1994 bis 1996 bei der Wasserstraßen- und Schifffahrtsverwaltung des Bundes arbeitete sie als Sachgebietsleiterin beim Wasserstraßen- und Schifffahrtsamt in Brandenburg an der Havel, zuletzt als Vize-Chefin. Für die Zeit ihres Landtagsmandates ist sie beurlaubt.

## Politik
Britta Kornmesser ist seit 2005 Mitglied der SPD. Seit 2008 hat sie in der Stadtverordnetenversammlung der Stadt Brandenburg ein Mandat für ihre Partei inne, von 2013 bis 2024 war sie dort Fraktionsvorsitzende. Bei der Landtagswahl in Brandenburg 2019 und bei der Landtagswahl 2024 erhielt sie im Wahlkreis Brandenburg an der Havel II ein Direktmandat im Landtag Brandenburg. Innerhalb der SPD-Landtagsfraktion war sie in der 7. Wahlperiode des Landtags Brandenburg (2019–2024) die Sprecherin für Energiepolitik und Verkehrspolitik.

## Persönliches
Kornmesser ist ledig und hat ein Kind.